# アンソニー・ステファン
アンソニー・ステファン（Anthony Steffen, 1930年7月21日 - 2004年6月4日(本名：アントニオ・ルイス・デ・テッフェ・フォン・ホーンホルツ、Antônio Luiz de Teffé von Hoonholtz)）は、イタリアの俳優。27本のマカロニ・ウェスタンに主演したことで知られる。

## 経歴

### 生い立ち
アンソニー・ステファンはローマのパンフィーリ宮殿にあるブラジル大使館で生まれた。彼の一族はドイツのプロイセン王国に端を発する長い歴史を持つ伯爵（フォン・ホーンホルツ家）の家柄である。彼の曽祖父はテフェの大豪族であった。彼はフォーミュラ1・レーシングチャンピオンであり、ブラジル大使を務めたマヌエル・デ・テッフェ・フォン・ホーンホルツの最初の子供である。兄弟は弟のフェデリコと妹のメリッサがいる。また、彼の大おばにブラジル初の女性漫画家であるナイル・デ・テッフェ・フォン・ホーンホルツがいる。第二次世界大戦中、10代だったアンソニーはパルチザンに参加し、ナチス・ドイツと戦っている。
1950年代、彼はアントニオ・デ・テッフェの名前でいくつかのイタリアの制作所で裏方として働き、その後、いくつかの映画に出演している。しかし、スターとして成功したとは言えなかった。1962年に、彼は『Sodom and Gomorrah』の中で端役を演じている。

### マカロニ・ウェスタン俳優として
彼の姿が確認される初期の映画は1955年に制作された『Gli Sbandati』である。
1965年から1975年にかけて、彼はアンソニー・ステファンという名前で27本のマカロニ・ウェスタンに出演し、ヨーロッパにおいて、一部の熱狂的ファンからの大きな名声を博した。彼は「イタリアのクリント・イーストウッド」と見なされ、しばしば不当にも不器用な大根役者だと評されてきた。彼が出演した映画のうちの何作かは、ヨーロッパにおいてかなりの興行成績を記録している。下記はそのうちの代表作である。
- Ragazzi del Juke-Box (1959)
- Sodom and Gomorrah (1963)
- 砂塵に血を吐け Blood at Sundown (1966)
- 地獄から来たプロガンマン Seven Dollars on the Red (1966)
- Gentleman Killer (1967)
- キラー・キッド Killer Kid (1967)
- 嵐を呼ぶプロ・ファイター Why Go On Killing? (1965)
- No Room to Die (1969)
- 追跡者ガリンゴ Garringo (1969)

1969年に制作され、彼は製作および共同脚本の執筆も行った『Django The Bastard』は、クリント・イーストウッドが監督した『荒野のストレンジャー』にインスピレーションを与えたと言われている。いくつかの映画では、彼はジャンニ・ガルコ、ピーター・リー・ローレンス、ウィリアム・バーガーといったマカロニ・ウェスタンのスターと競演している。

### その後
マカロニ・ウェスタン以外のジャンルでは、1971年の『The Night Evelyn Came Out of the Grave』などの何作かのジャッロ映画に出演している。マカロニ・ウェスタンが斜陽に向かうと共に、彼の俳優としての役割も低下している。その後、彼は俳優としてのキャリアで蓄えた資産で悠々自適の生活を送ることとなった。
彼はそのキャリアの中でソフィア・ローレン、ジーナ・ロロブリジーダ、クラウディア・カルディナーレ、エルケ・ソマー、ジュリアーノ・ジェンマ、フランコ・ネロ、ジャン・マリア・ヴォロンテなど多くのアメリカ映画、イタリア映画のスターと競演している。
彼は2004年、ガンのため、ブラジルのリオ・デ・ジャネイロで死去した。彼は最も多くのマカロニ・ウェスタンに主演した俳優としてイタリア映画ファンの間に特異な地位を保っている。